# Komplexně sdružené číslo

grafické znázornění kompl. sdružených čísel

V matematice se pojmem sdružené číslo komplexního čísla {\displaystyle z=a+bi=re^{i\phi }} (kde {\displaystyle a}, {\displaystyle b} a {\displaystyle \phi } jsou reálná čísla, {\displaystyle r} nezáporné) nazývá číslo {\displaystyle {\overline {z}}=a-bi=re^{-i\phi }}. Vznikne tedy změnou znaménka imaginární části. Většinou se označuje tak jako v předchozím příkladě, tedy přidáním pruhu nad původní číslo a často také pomocí hvězdičky,
například:

 {\displaystyle {\overline {3-2i}}=(3-2i)^{*}=3+2i}

{\displaystyle {\overline {i}}=i^{*}=-i}

{\displaystyle {\overline {7}}=7^{*}=7}
Geometricky je sdružené číslo obrazem daného komplexního v osové souměrnosti podle reálné osy v Gaussově rovině.

## Vlastnosti
Následující vlastnosti platí pro všechna komplexní čísla z a w, není-li uvedeno jinak.
{\displaystyle {\overline {z}}={\overline {w}}}, právě tehdy když {\displaystyle z=w}
{\displaystyle {\overline {({\overline {z}})}}=z}
{\displaystyle {\overline {z+w}}={\overline {z}}+{\overline {w}}}
{\displaystyle {\overline {zw}}={\overline {z}}\ {\overline {w}}}
{\displaystyle {\overline {\left({\frac {z}{w}}\right)}}={\frac {\overline {z}}{\overline {w}}}} pro w nenulové
{\displaystyle {\overline {z}}=z} právě když je z reálné číslo
{\displaystyle \left|{\overline {z}}\right|=\left|z\right|}
{\displaystyle {\left|z\right|}^{2}=z{\overline {z}}}
{\displaystyle z^{-1}={\frac {\overline {z}}{{\left|z\right|}^{2}}}} pro z nenulové
První čtyři vlastnosti znamenají, že unární operace sdružení je involutorní automorfismus tělesa komplexních čísel.

## Komplexní sdružení matice
Komplexním sdružením matice je formálně značeno takto
{\displaystyle {\overline {\;\cdot \;}}:M_{n\times m}(\mathbb {C} )\to M_{n\times m}(\mathbb {C} )}
takže dle dané matice {\displaystyle A}
{\displaystyle A=(a_{ij})\mapsto {\overline {A}}=({\overline {a_{ij}}})}.

### Příklad
{\displaystyle A={\begin{bmatrix}2+3i&1-2i&-1+2i\\0&-2&3+2i\\-i&2-i&2+i\end{bmatrix}}\mapsto {\overline {A}}={\begin{bmatrix}2-3i&1+2i&-1-2i\\0&-2&3-2i\\i&2+i&2-i\end{bmatrix}}}